# Samarium-146
Samarium-146 of 146Sm is een radioactieve isotoop van samarium, een lanthanide. De isotoop komt van nature niet op Aarde voor.
Samarium-146 ontstaat onder meer bij het radioactief verval van neodymium-146, promethium-146, europium-146 en gadolinium-150.
{\displaystyle {\ce {{^{146}_{60}Nd}->{^{146}_{61}Pm}+{e^{-}}+{\bar {\nu }}_{e}}}}
{\displaystyle {\ce {{^{146}_{61}Pm}->{^{146}_{62}Sm}+{e^{-}}+{\bar {\nu }}_{e}}}}
 
{\displaystyle {\ce {{^{146}_{63}Eu}->{^{146}_{62}Sm}+{e^{+}}+{\nu }_{e}}}}
 
{\displaystyle {\ce {{^{150}_{64}Gd}->{^{146}_{62}Sm}+\,_{2}^{4}\alpha }}}

## Radioactief verval
Samarium-146 vervalt door alfaverval naar de stabiele isotoop neodymium-142:
{\displaystyle {\ce {{^{146}_{62}Sm}->{^{142}_{60}Nd}+\,_{2}^{4}\alpha }}}
De halveringstijd bedraagt ongeveer 1 × 108 jaar.
128Sm · 129Sm · 130Sm · 131Sm · 132Sm · 133Sm · 134Sm · 135Sm · 135mSm · 136Sm · 136mSm · 137Sm · 137mSm · 138Sm · 139Sm · 139mSm · 140Sm · 141Sm · 141mSm · 142Sm · 143Sm · 143m1Sm · 143m2Sm · 144Sm · 144mSm · 145Sm · 145mSm · 146Sm · 147Sm · 148Sm · 149Sm · 150Sm · 151Sm · 151mSm · 152Sm · 153Sm · 153mSm · 154Sm · 155Sm · 156Sm · 156mSm · 157Sm · 158Sm · 159Sm · 160Sm · 161Sm · 162Sm · 163Sm · 164Sm · 165Sm · 166Sm